# Nicola d'Orgemont
Nicola d'Orgemont de La Fontaine (Napoli, 22 giugno 1826 – Cassino, 23 giugno 1896) è stato un abate belga, abate di Montecassino dal 1871 fino alla sua morte.

## Biografia
Nicola (o Niccolò) d'Orgemont de La Fontaine nacque a Napoli il 22 giugno 1826 da una nobile famiglia di origine belga. Fu battezzato con il nome di Nicola, che mantenne anche dopo l'ingresso nella vita monastica. Il padre era il barone Vincent d'Orgemont de La Fontaine, mentre la madre, Antonia Dusmet, era parente del futuro cardinale benedettino Giuseppe Dusmet (1818–1894). Quando Nicola aveva sette anni, perse il padre. La madre, inizialmente intenzionata a indirizzarlo verso la carriera militare, acconsentì al desiderio del figlio di diventare sacerdote solo dopo l'intervento dell'abate Cavalcanti di San Severino, e nel 1833 lo affidò come alunno al collegio di Montecassino.
Dopo aver conseguito la maturità, entrò in noviziato e pronunciò i voti il 22 luglio 1847. Fu ordinato sacerdote il 23 dicembre 1848. Dal 1850 prestò servizio come segretario e maestro delle cerimonie dell'abate Michelangelo Celesia, e nello stesso periodo insegnò filosofia, scienze naturali e matematica nella scuola del monastero. Tra il 1857 e il 1860 fu rettore del seminario maschile, quindi nel 1860 divenne rettore del seminario diocesano, vicario generale della diocesi e priore claustrale. Dopo la soppressione della diocesi imposta dallo Stato nel 1867, trascorse un anno nascosto a Firenze.
Alla morte dell'abate Carlo Maria De Vera d'Aragona, fu nominato abate ordinario di Montecassino da Papa Pio IX con breve pontificio del 24 dicembre 1871. L'insediamento solenne nella cattedrale dell'abbazia avvenne il 6 gennaio 1872. Gli ultimi anni dei quasi venticinque del suo mandato furono segnati dalla malattia, che gli impedì di proseguire nelle sue molteplici iniziative. Morì la sera del 23 giugno 1896.

## Attività come abate
Durante il suo abbaziato, Nicola d'Orgemont introdusse varie misure volte a rafforzare la disciplina monastica all'interno del monastero e a promuovere una maggiore osservanza ecclesiastica tra il clero della diocesi. Ripristinò inoltre alcune opere di carità e pratiche religiose che si erano affievolite a causa del contesto politico.
Durante il suo governo, d’Orgemont guidò l’abbazia nel difficile periodo successivo alla soppressione del 1866, che ne aveva decretato la trasformazione in monumento nazionale. Pur privato dei beni e del potere temporale, Montecassino mantenne la funzione episcopale e fu riorganizzato come centro spirituale e culturale, con la ripresa degli studi, attività editoriali e iniziative scientifiche.
Nel 1866, in risposta alla legge del 7 luglio che sanciva la soppressione delle corporazioni religiose, d'Orgemont pubblicò un opuscolo nel quale sosteneva con argomentazioni canonistiche e giuridiche l'inapplicabilità della norma al caso cassinese. Secondo l'autore, la Badia continuava a esistere legittimamente in quanto ente ecclesiastico, dotato di piena giurisdizione spirituale e strutturato come capitolo cattedrale della propria diocesi.
Tra gli eventi più rilevanti del suo governo si ricordano le solenni celebrazioni del 1880 presso l'abbazia di Montecassino per il 1400º anniversario della nascita di Benedetto da Norcia, fondatore dell'ordine benedettino. Seguirono nel 1884 la festa in onore di san Bertario, abate e martire che resse l'abbazia tra l'856 e l'883, e nel 1892 le commemorazioni per l'ottavo centenario di papa Vittore III, beatificato nel 1887, noto anche come Desiderio da Montecassino e abate dal 1058 al 1087, al quale fu dedicato un altare per la venerazione. Nel contesto delle attività diocesane, d'Orgemont fondò il seminario di San Giuseppe e ristabilì la prepositura di Atina. Fondò inoltre l'Istituto delle Suore della Purità di Maria (Institutum sororum puritatis) a San Vittore del Lazio.
Sempre in occasione del 1400º anniversariosan Benedetto, l'abate Nicola promosse la creazione e diffusione di una nuova versione della medaglia di san Benedetto. Il modello, realizzato su disegno di padre Desiderius Lenz di Beuron, era pensato anche come commemorazione ufficiale dell'Anno giubilare. Già con breve del 31 agosto 1877, papa Pio IX aveva concesso un'indulgenza speciale a chiunque avesse ricevuto una medaglia consacrata dall'arciabate di Montecassino o da un suo delegato. Con una circolare datata 1º novembre 1879, d'Orgemont estese formalmente ai superiori dell'Ordine di San Benedetto la facoltà di benedire la medaglia e di delegare a loro volta questo potere ai sacerdoti sottoposti. In seguito, egli conferì tale facoltà anche a vari sacerdoti appartenenti ad altri ordini religiosi e al clero secolare.